# Verre Picardie
Le verre Picardie, ou Duralex Picardie, est un verre à boire en verre trempé de la marque française Duralex. Créé en 1954, le verre a une forme unique avec ses 9 facettes caractéristiques. Réputé résistant et fonctionnel, le Picardie est très populaire en France, notamment chez les professionnels de la restauration. Il est notamment connu pour l'utilisation détournée que les enfants font de son numéro de fabrication. De par son succès, le verre Picardie est devenu avec le temps un objet culturel référence (tout comme le verre Gigogne), intégrant des collections muséales ou des expositions dédiées au design.

## Description
Le verre Picardie est un verre à boire créé par l'entreprise française Duralex (alors propriété de Saint-Gobain) en 1954. Les côtés du verre sont sculptés de 9 facettes qui lui donnent un aspect caractéristique. Le Picardie est fait en verre trempé, ce qui lui confère une grande résistance au bris ou aux changements de température et limite le caractère coupant des éclats,,.

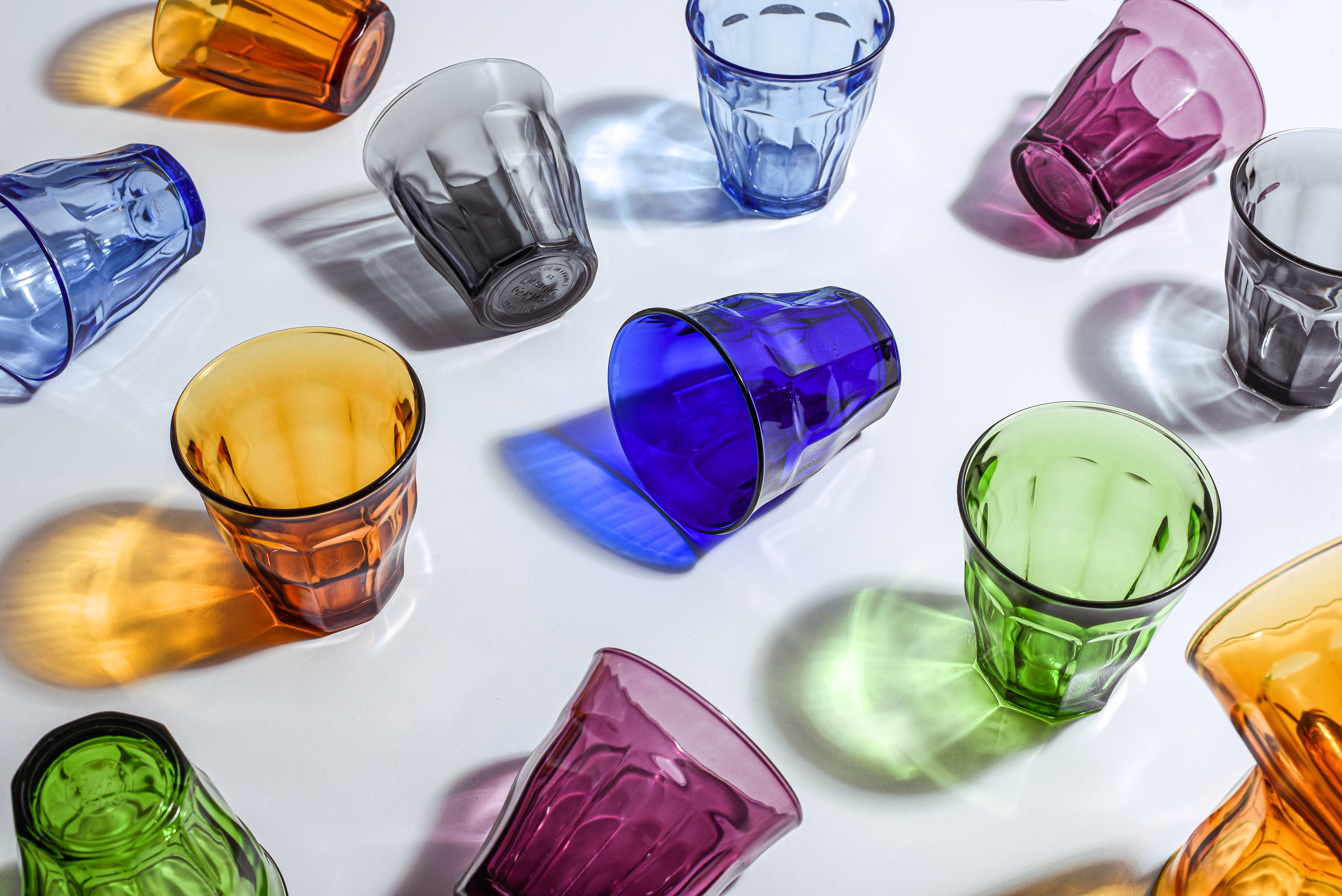
Verres Picardie en plusieurs coloris.

Le Picardie est décliné en plusieurs contenances s'échelonnant de 9 à 50 centilitres. Des modèles colorés sont progressivement venus enrichir l'offre,.
Le verre Picardie est produit dans l'usine Duralex de La Chapelle-Saint-Mesmin (Loiret),. Produit à plusieurs millions d'exemplaires, le modèle est un succès commercial exporté à l'international,,.

## Design et référence culturelle
Sur le plan visuel, le verre Picardie a une forme légèrement bombée et ses côtés sont découpés par 9 facettes,. Son esthétique typique, décrite par certains comme élégante, en a fait une référence du design,,,. Plusieurs films tels que Skyfall ou Blue Jasmine ont ainsi utilisé ce modèle de verre. Associé à la France, le Picardie est notamment apprécié aux États-Unis,.
Sur le plan fonctionnel, le verre trempé du Picardie lui permet de présenter des qualités de résistance aux chocs et aux températures supérieures à de nombreux autres produits de la même gamme. Son toucher est également apprécié, tout comme sa facilité de prise en main et sa praticité (les verres sont empilables les uns dans les autres),.
L'esthétique ainsi que le caractère fonctionnel du verre Picardie l'ont rendu populaire en France et à l'international, notamment auprès des restaurateurs et des bistrotiers ou des cantines scolaires,,.
Avec le temps et le succès du modèle, des designers et des institutions culturelles se sont réappropriés l'objet et en ont proposé plusieurs évolutions, certaines misant sur le classicisme et d'autres sur l'originalité,. Des collections colorées ont ainsi été proposées, comme celle du MoMA. Tandis qu'à l'opposé, dans une démarche plus fantaisiste pour l'anniversaire des 70 ans de la création du modèle, les créateurs du Studio 5.5 ont intégré le Picardie dans plus d'une cinquantaine d'objets du quotidien (ex : salière, poivrière, coquetier, lampe) ou improbables (ex : xylophone, chapeau),,.
A l'instar du verre Gigogne, le Picardie est un emblème de la marque Duralex et du design,,. Le modèle est ainsi présenté dans des expositions, comme la Grande Exposition du fabriqué en France au Palais de l'Élysée.

## Numérotation des verres et détournement par les enfants
De par le processus de fabrication, un numéro correspondant au moule ayant servi à la fabrication d'un exemplaire était imprimé au fond de tous les verres Picardie. Cette numérotation permettait au fabricant de simplifier le contrôle qualité de ses produits en identifiant aisément et rapidement un moule défectueux,.
Toutefois, les enfants se sont approprié cette numérotation et l'ont détournée dans un ensemble de références communes. Le numéro de chaque verre est ainsi devenu la représentation d'un âge fictif de la personne qui l'utilisait et les tâches ménagères (ex : débarrasser la table) pouvaient être liées à cet âge fictif par des règles inventées à cet effet (ex : « le plus vieux débarrasse la table »),.